# تي في سات
TV7 أو تي في سات هي قناة جزائرية مستقلة مقرها مدينة زرالدة غرب الجزائر العاصمة.